# Buin (Cile)
Buin è un comune del Cile della provincia di Maipo. Si trova nella Regione Metropolitana di Santiago. Al censimento del 2002 possedeva una popolazione di 63.419 abitanti.

## Società

### Evoluzione demografica
| Censimento del 1992 | Censimento del 2002 |
| 52.792 ab.          | 63.419 ab.          |